# Пономарьов Леонід Іванович
Леонід Іванович Пономарьов (рос. Леони́д Ива́нович Пономарёв; нар. 12 лютого 1937, Дружківка, Сталінська область — пом. 3 січня 2019, Москва, РФ) — радянський та російський фізик, фахівець в області фізики мезоатомних і мезомолекулярних процесів, мюонного каталізу, академік РАН (2016).

## Біографія
Народився у Дружківці в сім'ї вчителя праці Івана Сергійовича Пономарьова та його дружини Дарії Іванівни, уродженої Гордієнко (із Рояківки).
Закінчивши фізичний факультет МДУ в 1963 році, з того часу до 1983 року працював у Об'єднаному інституті ядерних досліджень (ОІЯД, Дубна). Захистив докторську дисертацію в 1971 році. Затверджений у званні професора (1985). У 80-х роках читав лекції і вів семінари з теоретичної фізики в МФТІ. У 1994 році обраний членом-кореспондентом Російської академії наук по Відділенню ядерна фізика, у 2016 році — академіком РАН. Перебував у Відділенні ядерної фізики РАН, з 1983 року начальник лабораторії теорії квантових процесів і начальник відділу теоретичних досліджень Інституту молекулярної фізики РНЦ «Курчатовський інститут». Керівник автономної некомерційної організації Координаційно-дослідний центр з проблеми мюонного каталізу і екзотичних квантових систем. Лавреат премії імені І. В. Курчатова (1986). Лавреат премії «Просвітитель» 2009 року за книгу «Під знаком кванта».
Син Андрій (1957—2014) — історик-візантиніст, автор монографій «Гроші Золотої Орди та Трапезундської імперії» та «Еволюція грошових систем Причорномор'я та Балкан у XIII—XV ст.». Внучка — мистецтвознавець Софія Багдасарова.
Помер в 2019 році. Похований на Митинському кладовищі .

## Наукова діяльність
Леонід Пономарьов розв'язав «загальний випадок проблеми двох центрів квантової механіки та виявив явище конфігураційної взаємодії термів у цьому завданні; запропонував „модель великих мезомолекул“, що поклала початок новому напрямку досліджень — „мезонній хімії“ (цей цикл досліджень був визнаний[джерело?] у 1977 році науковим відкриттям). Увів новий клас спеціальних функцій — кулонівські сфероїдальні функції; створив метод прецизійних обчислень енергії зв'язку систем трьох тіл; запропонував та реалізував ефективний метод вирішення задачі трьох тіл з кулонівським впливом; передбачив велику швидкість утворення мезомолекул dtμ; передбачив та описав кількісний процес орто-пара[уточнити] переходу в мезомолекулі rrμ[уточнити]; обчислив поляризацію вакууму в системі трьох тіл і знайшов поляризаційні зрушення енергій зв'язку мезомолекул; розробив кількісну теорію явища резонансного утворення мезомолекул; побудував адіабатичний гіперсферичнкий базис в задачі трьох тіл».
Автор науково-популярних книг: «По той бік кванта» та «Під знаком кванта».

## Вибрана бібліографія
- «По ту сторону кванта» (1971)
- Комаров И. В., Пономарёв Л. И., Славянов С. Ю. Сфероидальные и кулоновские сфероидальные функции / Под ред. В. С. Булдырева. — М.: Наука, 1976.
- «Скорости девозбуждения мю-мезомолекул изотопов водорода» (1981, в соавт.)
- «Мюонный катализ ядерных реакций синтеза в смеси дейтерия и трития» (1982)
- «Под знаком кванта» (1984, 1989, 2007)
- «Мюонный катализ» (1990)
- «Нерешённые проблемы мюонного катализа» (1993)